# John C. Chaney

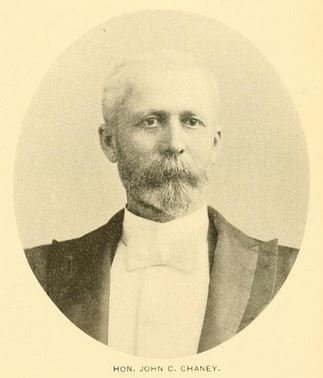
John C. Chaney

John Crawford Chaney (* 1. Februar 1853 bei New Lisbon, Ohio; † 26. April 1940 in Sullivan, Indiana) war ein US-amerikanischer Politiker. Zwischen 1905 und 1909 vertrat er den Bundesstaat Indiana im US-Repräsentantenhaus.

## Werdegang
Im Jahr 1854 kam John Chaney noch als Kleinkind mit seinen Eltern in das Allen County in Indiana. Später siedelte die Familie in der Nähe von Fort Wayne, wo er die öffentlichen Schulen besuchte. Im Jahr 1874 absolvierte er das Ascension Seminary in Farmersburg. Später besuchte er noch das Commercial College in Terre Haute. Danach wurde er zunächst im Schuldienst als Lehrer und dann für fünf Jahre als Schulrat tätig.
Nach einem Jurastudium an der University of Cincinnati und seiner im Jahr 1883 erfolgten Zulassung als Rechtsanwalt begann er in Sullivan in seinem neuen Beruf zu arbeiten. Politisch war Chaney Mitglied der Republikanischen Partei. Zwischen 1889 und 1893 arbeitete er für das US-Justizministerium. Bei den Kongresswahlen des Jahres 1904 wurde er im zweiten Wahlbezirk von Indiana in das US-Repräsentantenhaus in Washington, D.C. gewählt, wo er am 4. März 1905 die Nachfolge von Robert W. Miers antrat. Nach einer Wiederwahl konnte er bis zum 3. März 1909 zwei Legislaturperioden im Kongress absolvieren. Im Jahr 1908 wurde er nicht wiedergewählt.
Nach seinem Ausscheiden aus dem US-Repräsentantenhaus praktizierte John Chaney wieder als Anwalt. Politisch ist er nicht mehr in Erscheinung getreten. Er starb am 26. April 1940 in Sullivan, wo er auch beigesetzt wurde.